# Billy Casper
William Earl "Billy" Casper (ur. 24 czerwca 1931 w San Diego, zm. 7 lutego 2015 w Springville) – amerykański golfista.

## Życiorys
W 1954 po roku studiów na Uniwersytecie Notre Dame wystąpił na PGA Tour. W 1956 wygrał swój pierwszy turniej Labatt Open. W latach 1956–1975 odniósł 51 zwycięstw podczas turniejów PGA Tour, a w 1964 i 1970 był ich zwycięzcą. Znalazł się na 7. miejscu w historii w kategorii liczby zwycięstw.
Wystąpił w 8 turniejach Ryder Cup reprezentując Stany Zjednoczone. W 1979 podczas zawodów był kapitanem drużyny. Z sumą 23,5 punktów, pozostaje najbardziej utytułowanym zawodnikiem amerykańskiej historii Ryder Cup.
W turniejach PGA Tour Senior wygrał 9 razy, w tym Senior Open w 1983.
Po zakończeniu kariery zawodniczej zajmował się projektowaniem pól golfowych.

## Sukcesy

### Nagrody i wyróżnienia
- PGA Gracz Roku: 1966, 1970
- Vardon Trophy: 1960, 1962, 1966, 1968
- Najlepiej zarabiający: 1966, 1968
- World Golf Hall of Fame: 1978

### Zwycięstwa
- PGA Tour (1954-1975) - 53 zwycięstwa
- Champions Tour Siege (1982-1989) - 10 zwycięstw
- Havana Invitational: 1958
- Brazilian Open: 1959, 1960
- Italian Open: 1975
- Mexican Open: 1977